# Yugo Nakamura
Yugo Nakamura (中村 勇吾, Nakamura Yūgo) (* 1970 in Nara) ist ein japanischer Webdesigner.

## Leben
Yugo studierte Ingenieurwesen, Architektur und Landschaftsdesign und ist einer der Autoren des Buchs New Masters Of Flash, welches 2003 erschien. Nakamura stellte seine Kunstwerke bereits in Asien, den Vereinigten Staaten und Europa aus und hielt zahlreiche Vorträge. Seine Werke wurden im Centre Georges-Pompidou in Paris, im Wiener Künstlerhaus in Wien und im Design Museum in London gezeigt. Die kommerziellen Arbeiten wurden mit zahlreichen internationalen Preisen ausgezeichnet, darunter Cannes Lions, One Show, Clio Award und NY ADC. Yugo ist bekannt dafür, die Mathematik zu nutzen, die der natürlichen Komplexität zugrunde liegt, um Online-Interaktionen zu schaffen, die benutzbar und vertraut sind, weil ihr Verhalten der natürlichen Welt nachempfunden ist.
Nakamura ist Eigentümer der Web-Entwicklungsfirma Tha Ltd. FFFFOUND!, eine beliebte Webseite zum Setzen von Lesezeichen für Bilder. Das Unternehmen wurde 2007 gegründet und am 8. Mai 2017 aus dem Netz genommen.

## Bücher und Publikationen
- 2004 Creative Code / John Maeda - Thames & Hudson
- 2003 +81(Vol.24) - +81
- 2003 Sugo - Sugo
- 2003 JPG - Actar Editorial
- 2003 TIME Magazine - TIME
- 2002 SPOON  - Phaidon
- 2001 72 DPI - Die Gestalten Verlag
- 2001 New Master of Flash 2 - friends of ED
- 2001 Gasbook 10 - DesignExchange
- 2001 WDA 2001 - GRAPHIC
- 2000 Moving Type - Digital Media Design
- 2000 New Master of Flash - friends of ED
- 2000 Gasbook 8 - DesignExchange
- 2000 Big 26: Tradition - Big Magazine

## Preise
- 2007 Tokyo Interactive Ad Awards - Gold - UNIQLO USA
- 2007 Cannes Cyber Lion - Silver - UNIQLO USA
- 2007 OneShow - Silver - UNIQLO USA
- 2006 Cannes Cyber Lion - Gold - Communication Evolved
- 2006 Tokyo Interactive Ad Awards - Gold - Communication Evolved
- 2006 OneShow - Silver - Communication Evolved
- 2006 Clio Awards - Bronze - Communication Evolved
- 2006 Cannes Cyber Lion - Silver - Honda Sweet Mission
- 2006 Tokyo Interactive Ad Awards - Silver - Honda Sweet Mission
- 2005 Prix Ars Electronica - Distinctive Merit - yugop.com
- 2005 Cannes Cyber Lion - Gold - FM Festival 2004
- 2005 Tokyo Interactive Ad Awards - Gold - FM Festival 2004
- 2005 NY ADC 	Distinctive Merit - FM Festival 2004
- 2005 Clio Awards - Silver - FM Festival 2004
- 2005 One Show Interactive - Silver - FM Festival 2004
- 2004 Cannes Cyber Lion - Grand Prix - ecotonoha
- 2004 One Show Interactive - Best of Show - ecotonoha
- 2004 One Show Interactive - Grand Clio - ecotonoha
- 2004 LIAA - Grand Prix - ecotonoha
- 2004 Clio Awards - Gold - ecotonoha
- 2004 Clio Awards - Gold - ecotonoha
- 2004 Tokyo Interactive Ad Awards - Silver - ecotonoha
- 2004 ACA Media Arts Festival - Short List - ecotonoha
- 2004 Tokyo Interactive Ad Awards - Grand Prix - TRUNK
- 2003 Tokyo Interactive Ad Awards - Grand Prix - CAMCAMTIME
- 2003 One Show Interactive - Gold - CAMCAMTIME
- 2003 NY ADC 	Distinctive Merit - CAMCAMTIME
- 2003 ACA Media Arts Festival - Excellence Prize - CAMCAMTIME
- 2002 LIAA - Short List - Connected_Identity
- 2002 ACA Media Arts Festival - Excellence Prize - Sky Pavilion
- 2001 Cannes Lions - Short List - Sky Pavilion
- 2001 WDA 2001 - Special Prize - Connected_Identity